# Грабанув
Грабанув (пол. Grabanów) — деревня в Бяльском повете Люблинского воеводства Польши. Входит в состав гмины Бяла-Подляская. По данным переписи 2011 года, в деревне проживало 429 человек.

## География
Деревня расположена на востоке Польши, на левом берегу реки Клюкувки, на расстоянии приблизительно 4 километров к северо-востоку от города Бяла-Подляска, административного центра повета. Абсолютная высота — 142 метра над уровнем моря. К югу от населённого пункта проходит национальная автодорога 2.

## История
В конце XVIII века Грабанув входил в состав Берестейского повета Берестейского воеводства Великого княжества Литовского. Согласно «Справочной книжке Седлецкой губернии на 1875 год» деревня входила в состав гмины Сидорки Бельского уезда Седлецкой губернии. В период с 1975 по 1998 годы входила в состав Бяльскоподляского воеводства.

## Население
Демографическая структура по состоянию на 31 марта 2011 года:
|         | Всего | До трудоспособного возраста | Трудоспособного возраста | Старше трудоспособного возраста |
| ------- | ----- | --------------------------- | ------------------------ | ------------------------------- |
| Мужчины | 205   | 51                          | 143                      | 11                              |
| Женщины | 224   | 58                          | 139                      | 27                              |
| Всего   | 429   | 109                         | 282                      | 38                              |